# Algarobius prosopis
Algarobius prosopis es una especie de insecto brúcido del orden de los coleópteros de América del Norte.

## Descripción
Se trata de un insecto de unos 4 mm de largo de cuerpo rechoncho y color pardo moteado de lunares del mismo color pero más obscuros.

## Ciclo de vida
Se cree que esta especie pasa el invierno en su madurez en el estado norteamericano de Arizona. Las hembras emergen en la primavera y depositan huevos sobre los restos de las cosechas de semilla de la especie de mesquite Prosopis velutina de los años precedentes.  Después de alimentarse y haber mudado unas tres veces dentro de una semilla, las larvas se metamorfosean en pupas. En condiciones naturales, tiene tres o más generaciones por año.

## Distribución
Originario de las regiones desérticas del sur de Estados Unidos y norte de México.